# Hütten
Hütten es una antigua comuna suiza del cantón de Zúrich, situada en el distrito de Horgen. Limita al noreste con la comuna de Richterswil, al este con Wollerau (SZ) y Feusisberg (SZ), al sur con Oberägeri (ZG), al suroeste con Menzingen (ZG), y al noroeste con Schönenberg.
El municipio fue independiente hasta que el 1 de enero de 2019 se incorporó a la ciudad de Wädenswil. 